# The Grand Wazoo
The Grand Wazoo es un álbum de jazz fusion de 1972 del músico y compositor estadounidense Frank Zappa, con su banda The Mothers. Compuesto y grabado durante la época en que Zappa estaba convaleciente después de una agresión en Londres, el álbum, junto a Waka/Jawaka, representa su incursión en las Big Bands, la progresión lógica desde Hot Rats, que utilizaba una banda mucho más reducida.

## Lista de canciones

### Edición LP
All songs by Frank Zappa.

#### Cara A
1. "For Calvin (And His Next Two Hitch-Hikers)" – 6:06
2. "The Grand Wazoo" – 13:20

#### Cara B
1. "Cletus Awreetus-Awrightus" – 2:57
2. "Eat That Question" – 6:42
3. "Blessed Relief" – 8:00

### Edición CD
Todas las canciones compuestas por Frank Zappa.
1. "The Grand Wazoo" – 13:20
2. "For Calvin (And His Next Two Hitch-Hikers)" – 6:06
3. "Cletus Awreetus-Awrightus" – 2:57
4. "Eat That Question" – 6:43
5. "Blessed Relief" – 7:59

## Personal
- Frank Zappa – guitarra, percusión, voz
- Mike Altschul – viento
- Bill Byers – trombón
- Chunky (Lauren Wood)– voz
- Lee Clement – percusión
- George Duke – teclados, voz
- Earl Dumler – viento
- Aynsley Dunbar – batería
- Tony Duran – guitar, guitarra de cuello de botella
- Erroneous (Alex Dmochowski) – bajo
- Alan Estes – percusión
- Janet Neville-Ferguson – voz
- Fred Jackson, Jr. – woodwind
- Sal Marquez – bajo, trompeta, voz, viento
- Joanne Caldwell McNabb – vocals, viento, woodwind
- Malcolm McNabb – trombón, trompeta
- Janet Neville-Ferguson – voz
- Tony Ortega – viento
- Joel Peskin – saxofón, viento
- Don Preston – Mini Moog
- Johnny Rotella – viento
- Ken Shroyer – trombón, viento
- Ernie Tack – viento
- Ernie Watts – saxofón, viento
- Robert Zimmitti – percusión

## Producción
- Productor: Frank Zappa
- Ingeniero: Kerry McNabb
- Arreglos: Frank Zappa
- Asistente: Paul Hof
- Fotografía: Ed Caraeff, Tony Esparza
- Portada: Cal Schenkel
- Asesor espiritual: Kenny Shroyer